# 若葉町停留場
若葉町停留場（わかばまちていりゅうじょう、若葉町電停）は、長崎県長崎市若葉町にある長崎電気軌道本線の停留場。駅番号は14。
1号・2号・3号各系統が停車する。

## 歴史
若葉町停留場の開業は1952年（昭和27年）。本線の大橋 - 住吉間の開通から2年後のことである。開設の日付は不詳であるが、長崎電気軌道の4月10日発行の社報によると近日中に開業予定と記され、乗車券類の通達では4月22日付の通達文の中で先日開設したと記されていることから、4月11日から4月21日の間になると推察される。停留場名は社内募集によって付けられたものであり、平和を願う思いから命名に至ったという。他に入選作として「十字ヶ丘」と「緑ヶ丘」があり(社報による)、さらに命名案には「平和町」「青葉町」「あけぼの町」などがあった。所在地である長崎市若葉町の町名は当停留場に由来するもので、地域の要望により1964年（昭和39年）に付けられた。なお、停留場は当初「わかばちょう」と呼称していたが、1994年（平成6年）に「わかばまち」へと変更されている。
1998年（平成10年）には国道206号住吉交差点の渋滞緩和のための拡幅工事に伴い、北隣に千歳町停留場が新設されたのを受けて停留場が南へ140メートルほど移設されている。

### 年表
- 1952年（昭和27年）4月：開業[1][6]。当時は「わかばちょう」と呼称[4]。
- 1994年（平成6年）12月22日：停留場の読みを「わかばまち」に改める[4]。
- 1998年（平成10年）5月7日：南へ約140メートル移設[2][4]。

## 構造
若葉町停留場は併用軌道区間にあり、道路上にホームが置かれる。ホームは2面あり、南北方向に伸びる2本の線路を挟んで向かい合わせに配された相対式ホーム。東側にあるのが長崎駅前方面行きのホーム、西側にあるのが赤迫方面行きのホームである。このうち赤迫方面行きのホームはバス停との兼ね合いで長さが17.5メートルと長崎駅前方面の半分しかなく、電車は1両しか停車できない。そのためホームの手前で電車が信号待ちをする光景がよく見られる。

## 利用状況
長崎電軌の調査によると1日の乗降客数は以下の通り。
- 1998年 - 1,593人[1]
- 2015年 - 1,400人[6]

## 周辺
スーパーや商店が軒を連ねる。
- ダイレックス若葉町店
- 日産プリンス長崎販売若葉店
- たちばな信用金庫住吉支店
- ほんだらけ若葉店
- ホテルシーボルト
- OK PRO住吉店

### バス路線
長崎自動車（長崎バス）・長崎県交通局（県営バス）の「若葉町」バス停留所がある。
- 長崎バス：住吉・滑石・時津・長与・昭和町方面 - 若葉町 - 大橋・浦上駅前・長崎駅前・中央橋・長崎新地方面
- 県営バス：滑石・住吉 - 若葉町 - 長崎駅前・中央橋・長崎東中学校・高校方面

## 隣の停留場
長崎電気軌道
本線
千歳町停留場 (13) -  若葉町停留場 (14) - 長崎大学停留場 (15)